# Rádio Educadora (Coronel Fabriciano)
A Rádio Educadora é uma estação de rádio brasileira com sede no município de Coronel Fabriciano, no interior do estado de Minas Gerais. Foi criada em 1968 e sua programação é voltada a religiosidade, música, cultura e informação, sendo mantida pela Paróquia São Sebastião por intermédio da Fundação Santo Afonso. Opera nas frequências 91.7 MHz FM e 107.1 MHz FM.

## História
A Congregação do Santíssimo Redentor está presente em Coronel Fabriciano desde 1948, ano em que ocorreu a emancipação da cidade e a criação da Paróquia São Sebastião, por intermédio e responsabilidade dos Redentoristas. Em 1965, o poder público outorgou a concessão do sinal à Congregação Redentorista, representada então pelo padre Marcos Fernandes Guabiroba, culminando na primeira transmissão da Rádio Educadora em 12 de junho de 1966, sob a voz de Aurélio Caixeta Nunes. Foi ao ar em caráter experimental em 2 de fevereiro de 1968, sendo oficializada na frequência AM em 18 de março do mesmo ano, tornando-se então a primeira emissora de rádio da atual região do Vale do Aço.
A Residência dos Missionários Redentoristas de Coronel Fabriciano, inaugurada pelo então vigário padre Quintiliano Borges em 1966, serviu como sede da rádio até 1996, quando foram construídas as atuais dependências da emissora, na mesma região do Centro de Fabriciano. Em 2004, foram iniciadas as transmissões na frequência FM. O aniversário da emissora é relembrado com eventos especiais e espetáculos musicais e faz parte do calendário oficial da cidade desde 2014.